# Konj (gimnastika)
Konj ili sto je sprava umetničke gimnastike koju gimnastičari koriste, dok je preskok veština koja se izvodi pomoću te sprave. Preskakanje je takođe radnja izvođenja preskoka. Gimnastičari oba pola izvode preskok. Engleska skraćenica za ovaj događaj u gimnastičkom bodovanju je VT.

## Sprava
Rane oblike konja izumeo je Nemac Fridrih Ludvig Jan. Sam uređaj je nastao kao „konj”, poput konja s hvataljkama, ali bez ručki; ponekad se naziva svodnim konjem. Konj je bio postavljen sa svojom dugom dimenzijom normalno na smer trčanja za žene, a paralelno za muškarce. Preskočni konj je sprava koja se koristila na Olimpijskim igrama više od jednog veka, počevši od muškog preskoka u prvim modernim Olimpijskim igrama i završavajući gimnastikom na Letnim olimpijskim igrama 2000. godine.
Konj je tokom godina okrivljivan za nekoliko ozbiljnih nesreća. Godine 1988, Amerikanka Džulisa Gomez bila je paralizirana u nesreći pri preskoku; ona je umrla od komplikacija zbog ozleda tri godine kasnije. Tokom zagrevanja na Igrama dobre volje 1998, kineska gimnastičarka Sang Lan je pala i pretrpjela paralizu zbog ozlede vratnih pršljenova. U nizu sudara kada je visina konja bila postavljena prenisko na Olimpijskim igrama 2000. godine, gimnastičari su ili udarili u prednji kraj konja, ili su imali loše slijetanje nakon što su imali problema s postavljanjem ruku tokom odgurivanja.
Nakon nesreće 1988. godine, kao i nesreća iz 1998. i 2000. godine, Međunarodna gimnastička federacija (FIG) je ponovno izvršila procenu i sprava je zamenjena, uz navođenje sigurnosnih razloga i želje za omogućavanjem impresivnijih akrobacija. Svetsko prvenstvo u umetničkoj gimnastici 2001. bilo je prvo međunarodno takmičenje koje je koristilo „preskočni sto”, spravu koju je od sredine 1990-ih proizvodila holandska kompanija za gimnastičku opremu Jansen-Fritsen. Ona ima ravnu, veću i jastučastiju površinu gotovo paralelnu s podom, koja se spušta prema dole na kraju bližem odskočnoj dasci. Gimnastičari su ovoj spravi dali nadimak „jezik”.  Smatra se da je ona donekle sigurnija od stare sprave.
Godine 2007, holandska juniorska gimnastičarka Imke Glas teško se povredila nakon pada pri preskoku.

### Dimenzije
- Dužina: 120 cm (3,9 ft) ± 1 cm (0,39 in)[7][8]
- Širina: 90 cm (3,0 ft) ± 1 cm (0,39 in)[7][8]
- Visina:
  - Muškarci: 135 cm (4,43 ft) ± 1 cm (0,39 in)[8]
  - Žene: 125 cm (4,10 ft) ± 1 cm (0,39 in)[8]
- Zaletna površina:
  - Dužina: 3.500 cm (115 ft) ± 10 cm (3,9 in)[7][8]
  - Širina: 100 cm (3,3 ft) ± 1 cm (0,39 in)[7][8]

## Rutine
Da bi se izveo preskok, gimnastičar trči pistom (trkom), koja je obično obložena ili prekrivena tepihom. Zaletu sledi nalet na odskočnu dasku i odbijanje rukama od konja (predlet ili prvi let, i blok). Za preskoke u Jurčenkovoj familiji, gimnastičar stavlja ruke na prostirku koja se postavi ispred odskočne daske, zaokrene se na dasci i napraviti leđni prekok preko konja. Odlet može biti jednostavan poput preletanja sprave ili komplikovan kao što je izvođenje nekoliko zaokreta u vazduhu. Gimnastičar se zatim spušta na strunjaču sa druge strane sprave.
Bodovanje i pravila

### Bodovanje i pravila
Očekuje se da će gimnastičari sleteti čisto, bez poskoka i koračanja, i unutar postavljene zone za sletanje na podlozi za sletanje. Oni takođe moraju da pokažu dobru tehniku i izvedbu u samom preskoku. Pad ili koračanje pri sletanju dovode do odbitka, kao i nedovolja visina od stola, ili udaljenost od stola.
Gimnastičari (muškarci i žene) pokazuju jedan preskok u kvalifikacijama, ekipnom finalu i finalnom turniru. Ako gimnastičar želi da se kvalifikuje za finale preskoka, on mora da izvede drugi preskok tokom kvalifikacija. U finalu na spravama gimnastičari takođe moraju da pokažu dva preskoka. Za muškarce, dva preskoka moraju biti sastavljena od različitih grupa elemenata, dok žene moraju da pokažu dva preskoka sa različitom odskokom i fazom leta sa preskočnog stola.

#### Pravila specifična za spravu
Preskoci u Jurčenkovom stilu moraju se izvoditi sa sigurnosnom okovratnikom postavljenom oko odskočne daske. Ako se okovratnik ne koristi, preskok se smatra nevažećim i gimnastičar će dobiti nula bodova.
Svakom preskoku se dodeljuje specifični broj; ovaj broj se prikazuje na tabli ili elektronskom ekranu pre nego što gimnastičar počne. Gimnastičari bivaju kažnjeni ako ne prikažu broj predviđenog preskoka, mada nema kazne ako preskok na kraju bude drugačiji (npr. ako ne izvrši dovoljno zaokreta).
Ako se gimnastičarka zaustavi, na primer, zaustavi se usred piste ili prekine trčanje pre nego što dodirne odskočnu dasku, bodovi se ne odbijaju. Njoj se daje trideset sekundi da se vrati na kraj piste i pokuša preskok ponovo. Ako, međutim, gimnastičarka dotakne bilo koji deo odskočne daske ili stola, ona dobija rezultat nula i ne može da pokuša ponovo. Ekaterina Kramarenko je dodirnula sto i dobila je nulu tokom timskog finala na Svetskom prvenstvu 2007. godine. Muški gimnastičar dobija rezultat 0 ako ne preskoči jednom kada počne da trči. Oba pola dobijaju ocenu 0 ako ne uspeju da se dočekaju na noge.
Dobijanje pomoći od trenera, ili ne dodirivanje stola pri preskoku, ima za ishod nula osvojenih poena. Nekad je preskakanje pre nego što je sudija da znak gimnastičaru da počne, takođe rezultiralo rezultatom 0; ovaj ishod je u međuvremenu uklonjen. Jedan od primera toga mogao se videti na Letnjim olimpijskim igrama u Pekingu 2008. u drugom preskoku Ane Pavlove tokom finala preskoka.

#### Suđenje i bodovanje
Budući da se preskok okončava tako brzo, od znatne pomoći je posmatranje skoka u usporenom kretanju snimka kad god sudije imaju nedoumica, ili ako sudije imaju širok raspon bodova. Zadatak glavnih sudija je da osiguraju da su sve ocene u određenom opsegu, obično u opsegu od 0,2 boda. Sudije prolaze kroz četiri glavne faze: predlet, podršku, naknadni let i sletanje. Sveukupni preskok gimnastičara treba da ima snagu i brzinu, a istovremeno da bude eksplozivan i precizan što je više moguće.
Takmičarski rezultat za žene je kombinovani prosečni rezultat dva izvedena preskoka. Bodovanje je postalo veoma različito u poslednjih nekoliko godina. Novi sistem dizajniran je 2005. Sudije procenjuju projektovanu težinu rutine i stvarne izvršene veštine da bi odredili konačni rezultat. Predviđena poteškoća se povećava sa svakom uključenom veštinom. Svaka veština ima svoju vrednost; što je veština teža to je početna vrednost veća. Izvršenje je u opsegu do 10,0, gledajući oblik, visinu, dužinu i sletanje. Zatim je 2009. godine FIG uneo neke izmene kako bi manje naglašavale poteškoće i redukovala količinu potrebnih veština, zahtevajući od gimnastičara da se prevashodno usredsrede na savršeno izvođenje preskoka.

## Literatura
- Dusek, Peter Paul Jr. (1981). Marie Provaznik: Her Life and Contributions to Physical Education. University of Utah.
- Sands, William (2015). „Stretching the Spines of Gymnasts: A Review”. Sports Medicine (Auckland, N.z.). 46 (3): 315—327. PMC 4769315 . PMID 26581832. doi:10.1007/s40279-015-0424-6.
- Kruse, David. „Spine Injuries in the Sport of Gymnastics” (PDF).
- Leonard, Fred Eugene (1923). A Guide to the History of Physical Education. Philadelphia, Pennsylvania and New York, New York: Lea & Febiger.
- Feeley, Brian T.; Agel, Julie; LaPrade, Robert F. (2016). „When Is It Too Early for Single Sport Specialization?”. The American Journal of Sports Medicine. 44 (1): 234—241. ISSN 1552-3365. PMID 25825379. doi:10.1177/0363546515576899.
- Benjamin, Holly J.; Engel, Sean C.; Chudzik, Debra (2017). „Wrist Pain in Gymnasts: A Review of Common Overuse Wrist Pathology in the Gymnastics Athlete”. Current Sports Medicine Reports. 16 (5): 322—329. ISSN 1537-8918. PMID 28902754. doi:10.1249/JSR.0000000000000398.
- Chéron, Charlène; Le Scanff, Christine; Leboeuf-Yde, Charlotte (2016). „Association between sports type and overuse injuries of extremities in children and adolescents: a systematic review”. Chiropractic & Manual Therapies. 24: 41. PMC 5109679 . PMID 27872744. doi:10.1186/s12998-016-0122-y.
- Wolf, Megan R.; Avery, Daniel; Wolf, Jennifer Moriatis (фебруар 2017). „Upper Extremity Injuries in Gymnasts”. Hand Clinics. 33 (1): 187—197. ISSN 1558-1969. PMID 27886834. doi:10.1016/j.hcl.2016.08.010.
- Bergeron, Michael F.; Mountjoy, Margo; Armstrong, Neil; Chia, Michael; Côté, Jean; Emery, Carolyn A.; Faigenbaum, Avery; Hall, Gary; Kriemler, Susi (јул 2015). „International Olympic Committee consensus statement on youth athletic development” (PDF). British Journal of Sports Medicine. 49 (13): 843—851. ISSN 1473-0480. PMID 26084524. doi:10.1136/bjsports-2015-094962.